# Herrschaft Alteburg
Die Herrschaft Alteburg mit Sitz auf der Altenburg bei Altenburg, heute ein Stadtteil von Reutlingen in Baden-Württemberg, wurde 1437 von der Reichsstadt Reutlingen gekauft. 
Im Jahr 1802 kam die Herrschaft Alteburg mit Reutlingen unter die Landeshoheit von Württemberg.